# Kiwira (Rungwe)
Kiwira ist ein Verwaltungsbezirk (Ward) des Distrikts Rungwe in der tansanischen Region Mbeya. Er grenzt im Norden an den Bezirk Ndanto, im Osten an das Reservat Rungwe, im Süden an den Bezirk Kyimo und im Westen an die Bezirke Kinyala und Swaya.

## Geografie
Kiwira liegt im Südwesten von Tansania. Der Bezirk zählt zur Mittellandzone des Distrikts und steigt auf bis zu 1800 Meter Seehöhe an. Das wichtigste Gewässer ist der Fluss Kiwira. Die Jahresniederschlagsmenge liegt zwischen 800 und 2200 Millimeter.
Die Fläche des Bezirks umfasst 117,9 Quadratkilometer und bei der Volkszählung 2022 lebten hier 36.724 Menschen in 10.335 Haushalten.

## Geschichte
Bei der Volkszählung 2002 wurden 20.119 Einwohner gezählt. Bis 2012 stieg die Bevölkerungszahl auf 25.244 und weiter auf 36.724 im Jahr 2022.

## Gliederung
Der Bezirk besteht aus fünf Gemeinden (Mtaa) mit 28 Orten (Kitongoji):
| Mpandapanda - Ipoma - Kiwira Kati - Mpandapanda - Ilongoboto - Isange | Kikota - Kikota - Lukwego - Lubwe - Kang'eng'e - Ilamba - Ipande | Ibula - Kibumbe - Ibula - Kanyegele - Sanu – Salala Kalongo - Katela | Ilundo - Bujinga - Ibagha A - Ibagha B - Buswema - Kanyambala - Lusungo | Ilolo - Ilolo - Ibigi - Itekele - Masebe - Masugwa - Kisungu |

## Wirtschaft und Infrastruktur
- Landwirtschaft: Im Jahr 2015 wurden auf 1890 Hektar Mais, auf 1227 Hektar Bohnen und auf 782 Hektar Kochbananen angebaut. Die am häufigsten gehaltenen Nutztiere waren Hühner, Schweine und Rinder.[10]
- Gewerbe: Im Bezirk beschäftigten 23 Zimmereien 38 Mitarbeiter und 17 Maismühlen 17 Mitarbeiter (Stand 2015).[11]
- Bildung: Die Kiwira Secondary School, die Lufilyo Secondary School und die Ukukwe Secondary School sind staatliche Schulen, die Jugendliche bis zur 4. Stufe ausbilden.[12][13][14] Die Kipoke Secondary School ist eine 1984 gegründete Privatschule.[15]
- Gesundheit: Im Bezirk gibt es sechs Apotheken, 2 private und 2 staatliche im Ort Kiwira[16][17][18][19] und je eine staatliche in Ilundo[20] und Ilolo.[21]